# Cochlearieae
Cochlearieae es una tribu de plantas pertenecientes a la familia Brassicaceae. El género tipo es Cochlearia L.

## Géneros
Según GRIN
- Cochlearia L.
- Cochleariopsis Á. Löve & D. Löve = Cochlearia L.
- Glaucocochlearia (O. E. Schulz) Pobed. = Cochlearia L.
- Ionopsidium Rchb. =~ Cochlearia L.
- Jonopsidium Rchb., orth. var. = Cochlearia L.

Según NCBI
- Cochlearia
- Ionopsidium